# Vysílač Stebnícka Magura
Vysílač Stebnícka Magura (896 m n. m.) je rádiový a televizní vysílač na Slovensku. Nachází se 6 km severně od Bardejova, několik metrů pod vrcholem Stebnícké Magury v pohoří Busov.

## Historie
Vysílání ze Stebnícké Magury zajišťuje 81 m vysoká příhradová věž, dokončena v roce 1975. Televizní vysílání bylo z nové věže spuštěno 19. listopadu 1975 na 4. kanálu s výkonem 1 kW. Druhý televizní program byl z tohoto vysílače spuštěn 13. října 1978 s výkonem 5 kW. Od roku 1991 se zvýšila kvalita a dosah vysílání druhého programu na 37. kanálu díky navýšení výkonu na 100 kW.
V roce 1996 na základě mezinárodních dohod a dalšího rozvoje televizního a rozhlasového vysílání přešlo vysílání televize z II. do IV. a V. pásma. Na tomto vysílači se tak přesunulo vysílání prvního programu ze 4. na 40. televizní kanál a došlo k navýšení výkonu na 100 kW.

### Rozhlasové vysílání
Vysílač začal v pásmu FM vysílat v roce 1991, kdy vzniklo celoplošné Rock FM Rádio. Později přibyly další 2 okruhy Slovenského rozhlasu, Rádio Devín a Rádio Slovensko. Od roku 2008 vysílalo z tohoto vysílače i Rádio Okey, později změněno na rádio Evropa 2, které však od roku 2010 přešlo na vysílání z níže položené kóty. Ne všechny frekvence od spuštění využívaly maximální povolený výkon. V dnešní době tyto frekvence vysílají na plný výkon.

### Digitální televizní vysílání
Digitální vysílání z tohoto vysílače začalo spuštěním přechodového multiplexu 22. prosince 2009 o 12.15 hod. na kanále 62 s výkonem 8,5 kW. Analogové vysílání bylo ukončeno v dubnu 2011 a nahradilo ho vysílání ve standardu DVB-T na kanále 54 a kanále 40. 1. července 2011 ukončil vysílání dočasný přechodový multiplex na kanále 62.

## Vysílané stanice

### Televize
Ze Stebnícké Magury jsou šířeny následující slovenské multiplexy:
|        | Multiplex    | Kanál | Kmitočet | Výkon (ERP) | Polarizace |
| ------ | ------------ | ----- | -------- | ----------- | ---------- |
| DVB-T  | 1. multiplex | 47    | 682 MHz  | 25 kW       | vertikální |
| DVB-T  | 2. multiplex | 46    | 674 MHz  | 15,85 kW    | vertikální |
| DVB-T  | 3. multiplex | 40    | 626 MHz  | 15,85 kW    | vertikální |
| DVB-T2 | 4. multiplex | 30    | 546 MHz  | 10 kW       | vertikální |

Antény jsou umístěny ve výšce 70,7 m nad zemí.

### Rozhlas
Přehled rozhlasových stanic vysílaných ze Stebnícké Magury:
|    | Stanice         | Kmitočet  | Výkon (ERP) | Polarizace   |
| -- | --------------- | --------- | ----------- | ------------ |
| FM | Rádio Devín     | 88,8 MHz  | 10 kW       | horizontální |
| FM | Rádio Slovensko | 93,5 MHz  | 10 kW       | horizontální |
| FM | Rádio FM        | 101,7 MHz | 10 kW       | horizontální |

Antény jsou umístěny ve výšce 46 m nad zemí.